# Óblast de Omsk

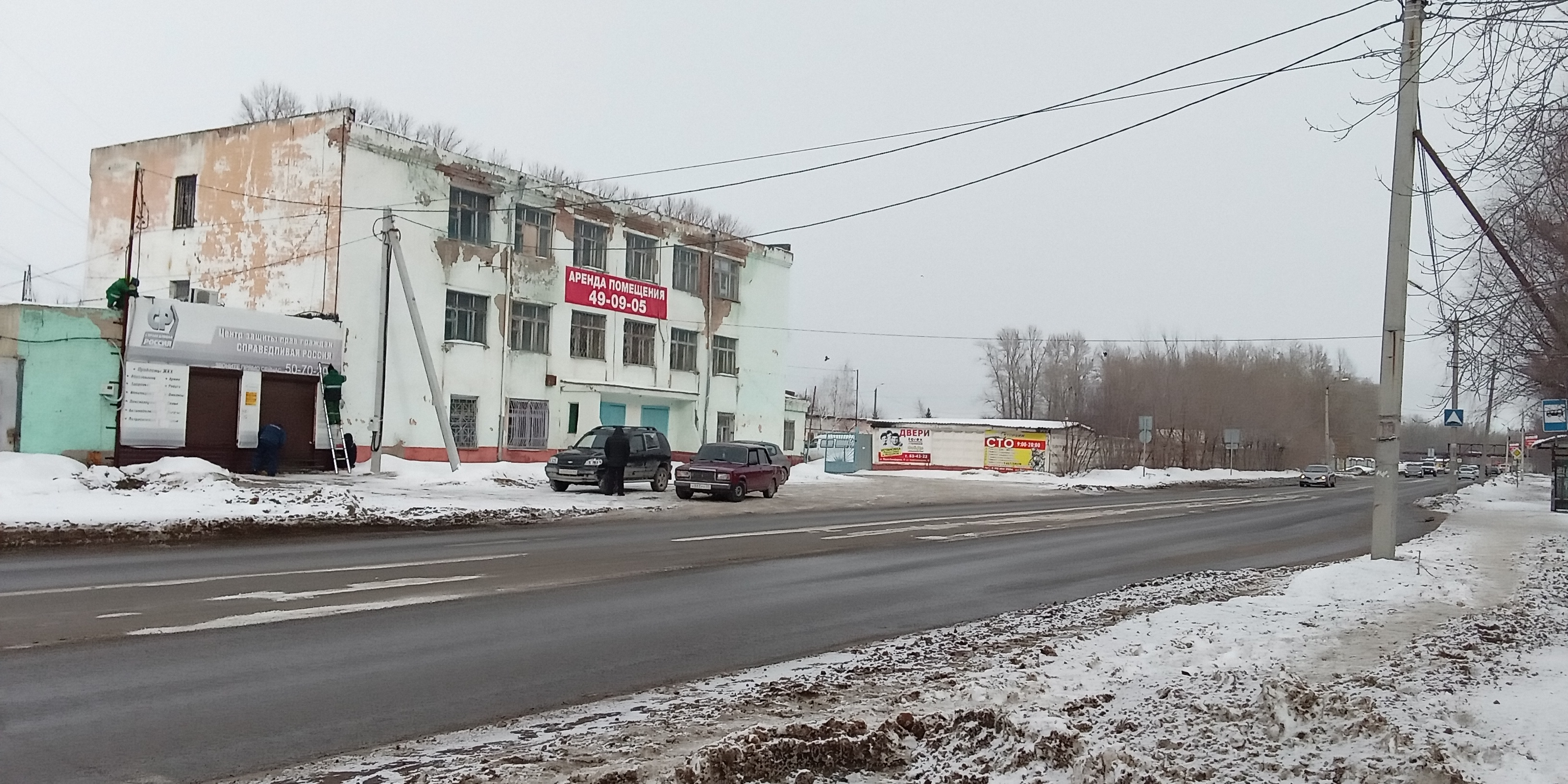
Una de las calles de Omsk

Óblast de Omsk (en ruso: О́мская о́бласть, romanización Omskaya oblast) es uno de los cuarenta y siete óblast que, junto con las veintiuna repúblicas, nueve krais, cuatro distritos autónomos y dos ciudades federales, conforman los ochenta y tres sujetos federales de Rusia. Su capital es la homónima Omsk. Está ubicado en el distrito Siberia, limitando al noroeste con Tiumén, al este con Tomsk y Novosibirsk, y al sur con Kazajistán.
Tiene un área de 139 700 km² y una población de 2 079 220 personas (según el censo ruso de 2002), con 1,1 millones de personas viviendo en Omsk, el centro administrativo.

## Geografía

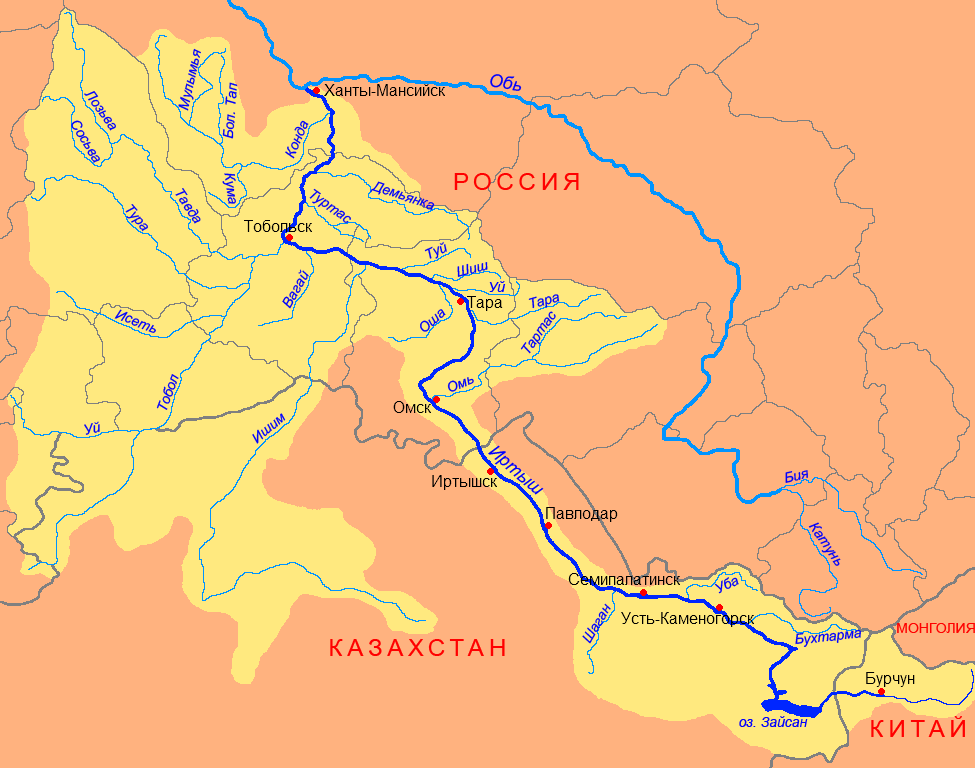
El río Irtish (Иртыш) es el principal de este óblast, y pasa por la capital, Omsk (Омск) y por Tara (Та́ра), como se puede ver en este mapa en ruso

El óblast está rodeado por Kazajistán al sur, el óblast de Tyumen al oeste y al norte y los óblast de Novosibirsk y Tomsk al este.

### Zona horaria
El óblast Omsk está localizado en la zona horaria de Omsk (OMST/OMSST). La diferencia con UTC es +0600 (OMST)/+0700 (OMSST).

### Clima
El clima es continental. La temperatura promedio de enero varía entre los -42° y los -30 °C. Los veranos son calurosos. La temperatura promedio de julio varía entre los +28° y los +25 °C, y puede alcanzar +35° e incluso +40 °C.

## Demografía
Según el censo de 2010, la composición étnica fue:
- 85.8% Rusos
- 4.1% Kazajos
- 2.7% Ucranianos
- 2.6% Alemanes
- 2.2% Tártaros
- 0.4% Armenios
- 0.3% Bielorrusos
- Otros grupos de menos de cinco mil personas cada uno.
- 57,518 las personas estaban registradas a partir de bases de datos administrativas y no podían declarar una etnia. Se estima que la proporción de etnias en este grupo es la misma que la del grupo declarado.[2]